# Eulepidotis metalligera
Eulepidotis metalligera là một loài bướm đêm trong họ Noctuidae.